# Stefan Dräger
Stefan Dräger (* 18. März 1963 in Lübeck) ist Vorstandsvorsitzender der Drägerwerk Verwaltungs-AG in Lübeck. Stefan Dräger führt das Unternehmen in der fünften Generation innerhalb der Familie Dräger. 

## Leben
Nach dem Abitur am Katharineum zu Lübeck und der Ableistung des Wehrdiensts absolvierte Dräger ein Studium der Elektro- und Nachrichtentechnik an der Berufsakademie Stuttgart zum Diplomingenieur BA. Anschließend arbeitete er als Ingenieur für Prozessautomation in einer süddeutschen Unternehmensberatung. Seit 1992 ist er in leitenden Positionen im Unternehmen seiner Familie im In- und Ausland tätig. 2003 wurde er zum Vorstand der Drägerwerk Verwaltungs-AG für den Bereich Zentrale Aufgaben ernannt. In der Aufsichtsratssitzung vom 1. Juli 2005 wurde er zum Vorstandsvorsitzenden berufen und ist damit Nachfolger seines Onkels Theo Dräger, dessen Vorgänger Stefan Drägers Vater Christian Dräger war. 
Während der ersten Phase der COVID-19-Pandemie wandten sich zahlreiche Minister und Staatsoberhäupter zur Lieferung von Beatmungsgeräten an Dräger.
Die Republik Frankreich zeichnete Dräger im Juli 2022 für seine Verdienste während der Pandemie, insbesondere wegen seines schnellen Handelns und für den Beitrag des Unternehmens zur Industriestruktur im Bereich der Medizintechnik des Landes, mit dem Ordre national du Mérite (Offizierskreuz) aus, der nur ausnahmsweise an Ausländer verliehen wird.